# Чёрный Адам (фильм)
«Чёрный А́дам» (англ. Black Adam) — американский супергеройский фильм режиссёра Жауме Кольет-Серры, основанный на одноимённом антигерое комиксов издательства DC Comics. Авторами сценария выступили Адам Штикель, Рори Хайнс и Сохраб Ноширвани. Кинокомикс является спин-оффом фильма «Шазам!» (2019) и 11-м фильмом Расширенной вселенной DC после фильма «Отряд самоубийц: Миссия навылет» (2021). Главную роль исполнил Дуэйн Джонсон; также в фильме сыграли Элдис Ходж, Ной Сентинео, Сара Шахи, Марван Кензари, Квинтесса Суинделл, Бодхи Сабонгуй и Пирс Броснан.
Джонсон присоединился к актёрскому составу «Шазама!» в начале разработки фильма в сентябре 2014 года, и должен был играть злодея Чёрного Адама. Продюсеры решили выделить персонажу собственный фильм в январе 2017 года, и Штикель был нанят в октябре того же года. Кольет-Серра присоединился к нему в июне 2019 года, и съёмки ожидались в июле 2020 года, а дата релиза — декабрь 2021 года, но эти планы были отложены из-за пандемии COVID-19. В следующем году прошёл дополнительный кастинг, в том числе для членов Общества Справедливости Америки, а сценарий был переписан Хайнсом и Ноширвани. Основные съёмки фильма начались 9 апреля 2021 года в Атланте.
Мировая премьера «Чёрного Адама» состоялась в Мехико 3 октября 2022 года, а в США — 21 октября того же года. Фильм собрал $393,2 млн по всему миру и получил смешанные отзывы критиков, которые похвалили кинокомикс за визуальные эффекты, последовательность действий и актёрскую игру (особенно Джонсона и Броснана), но отрицательно приняли сценарий и сюжет.

## Сюжет
В 2600 году до нашей эры, до Рима, Вавилона и Египетских Пирамид существовало государство под названием Кандак. Кандак был величественной страной, в ней ценились ум и просвещение, пока на трон не взошёл царь Ак-Тон. Захватив власть в Кандаке с помощью своей армии, Ак-Тон стал тираном. Одержимый тёмной магией царь хотел создать корону Саббака, для чего нужен был древний кристаллический камень этерниум, который добывался лишь в одном Кандаке. И царь превратил жителей Кандака в рабов. Кандак был на грани гибели, но один мальчик решает спасти свой народ и организует восстание. Ак-Тон понимал, что из этой искры надежды может разгореться пламя и велел потушить его. Мальчика доставляют на место казни, где люди должны были увидеть мученика, но увидели чудо: мальчика телепортировали в пещеру совета магов-защитников, волшебники наделили мальчика огромной силой ШАЗАМ. Защитник называющий себя Тет-Адамом приходит в дворец Кандака, но корона была выкована и доставлена Ак-Тону, который призвал силы шести демонов себе в помощь. Их битва разрушила Дворец Основания, но защитник одержал вверх. Совет магов-защитников спрятал корону Саббака подальше от людских глаз, а защитник бесследно пропал.
В настоящее время Кандак находится под гнётом международной преступной организации «Интерганг». Жители Кандака снова живут в страданиях и боли, и ждут когда вернётся защитник Тет-Адам. Археолог Адрианна Томаз пытается найти Корону Саббака с помощью своего брата Карима и коллег Самира и Измаила. Группа добирается до пещеры магов, они заходят внутрь, кроме Карима. Люди читают письмена на стенах, но по пути Измаил исчезает, и Самир идёт на его поиски. Карим сидит в своей машине, как вдруг раненый Самир падает со скалы. Карим выходит из машины и подбегает к Самиру, который пытался что-то сказать, но в него выстрелили оперативники «Интерганга». Измаил подходит к Адрианне и говорит ей, что Самир вышел наружу, поскольку у него клаустрофобия; они вдвоём доходят до зала магов где находят и забирают корону, но внезапно приходят оперативники «Интерганг», которые взяли в заложники Карима и Измаила, требуя отдать им корону. Адрианна не намерена сдаваться и решает сбежать, но террористы угрожают убить Карима, что заставляет её отдать им корону. Взглянув на пол она видит заклинание и читает его, чем освобождает Тет-Адама. Нервничающие террористы отправляют одного из своих, чтобы тот взял его в плен, но Адам хватает его за шею и бьёт молнией, пока от него не остаётся только скелет.  Террористы открывают огонь по Адаму, но это не задевает его и он убивает всех оперативников, что находились в пещере и спасает Адрианну и Карима, которые сбегают из пещеры, понимая что там небезопасно. Благодаря своим силам Адам делает дыру в пещере и выходит наружу. Адрианна и её брат садятся в машину и уезжают, Карим решает что всё что они сделали было напрасно, но Адрианна достаёт корону и переубеждает Карима. Половина всей армии «Интерганга» добираются до места происшествия и стреляют в Адама. Убив всех, он встречает по дороге машину, в которой сидят Карим и Адрианна. Они останавливаются и поднимают окна. В момент, когда Адам подходит к ним, Карим замечает позади Адама парня, который запускает в Адама ракету из этерниума. Ракета взрывается и ранит Адама, и тот убивает парня. Защитник пытается улететь, но из-за раны он сразу падает на землю без сознания.
Правительственный чиновник Аманда Уоллер узнаёт об инциденте и связывается с Картером Холлом / Человеком-ястребом и объясняет ему что Адам спал более 5 тыс. лет и в данный момент дезориентирован. Картер просит найти для злодея оковы, способные его удержать. Картер связывается со своим Обществом справедливости Америки, в состав которого входят: Кент Нельсон/Доктор Фейт, Максин Ханкел/Циклон и Альберт «Ал» Ротштейн/Атом Крушитель. Общество справедливости прибывает вовремя, чтобы остановить Адама от дальнейшего разрушения города и войск «Интерганга». Общество садится в свой корабль и улетает в Кандак.
Тет-Адам просыпается в комнате Амона и случайно прожигает голову постера Супермена ударом молний, обернувшись он видит Амона. Адам заживляет свою рану, а Амон, интересующийся супергероями, спрашивает Адама насколько он силён, но Адам просит Амона уйти с его дороги, взяв мальчика за майку отводит его с другой стороны и видит себя в зеркале. Амон говорит ему что он спал в гробнице 5 тысяч лет. Адрианна приходит домой и читает надпись на внутренней стороне короны: «жизнь единственный путь к смерти». Адам пробивает стену и заходит в другую комнату где сидели Адрианна и Карим, Адрианна просит Адама освободить Кандак от Интерганга, но тот отказывается и улетает к статуе защитника. Затем выясняется, что Измаил на самом деле является лидером «Интерганга», и он захватывает малолетнего сына Адрианны Амона. Адам, Адрианна и Общество справедливости намерены использовать корону для обмена на Амона. Они добираются до Измаила, который рассказывает им, что он является последним потомком короля Ак-Тона, и, желая занять своё законное место на троне, требует корону, которую Адрианна охотно отдаёт, чтобы спасти жизнь Амона. Измаил предаёт свою часть сделки и стреляет в её сына, а Адам, пытаясь спасти Амона, снова теряет контроль и разрушает здание своей силой, убивая тем самым Измаила.
Охваченный чувством вины, Адам сбегает. Он рассказывает Картеру, что на самом деле является не древним защитником Кандака, а отцом защитника. Зная, что сын Адама, Хурут, непобедим, королевская стража решила ради своего короля казнить семью Хурута, включая Адама и мать Хурута, после чего Хурут отдаёт свою силу умирающему отцу, чтобы спасти его, превратив в Чёрного Адама, после чего приспешники Ак-Тона убивают ставшего смертным Хурута. Разъярённый Адам решает перебить всех людей короля, принеся разрушение городу, прежде чем его не вызывают волшебники Шазама, которые заключают его в гробницу, посчитав недостойным своей силы. Чувствуя себя неспособным стать защитником Кандака, Адам сдаётся Обществу справедливости, члены которого заключают его в подводную тюрьму «Оперативной группы Икс» Аманды Уоллер. Вскоре после этого Доктору Фейту является зловещее видение надвигающейся смерти Человека-ястреба. Когда группа возвращается в город, они понимают, что Измаил намеренно заставил Адама убить его в момент, когда он надел корону Саббака, чтобы ему позволили возродиться в качестве демона Саббака, восставшего из загробного мира, чтобы завоевать трон.
Общество справедливости вовремя появляется, чтобы остановить Саббака, призвавшего нежить в Кандак.
Общество готовится сразиться с Саббаком в руинах дворца Ак-Тона, но Фейт создаёт магическое силовое поле, которое не позволяет Человеку-ястребу, Циклону и Крушителю Атомов войти туда и демонстрирует, что смерти Картера можно избежать с помощью своей собственной жертвы. Доктор Фейт в одиночку бьётся с Саббаком и в то же время использует астральную проекцию, чтобы освободить Адама из тюрьмы. Саббак убивает Фейта, заставляя силовое поле исчезнуть и позволяя остальным присоединиться к сражению. Как раз в тот момент, когда он собирается убить членов Общества справедливости, прибывает Адам, который вступает в бой с Саббаком, и, в конечном счёте, убивает его. Общество уходит в хороших отношениях с Адамом, принявшего свою новую роль защитника Кандака.
В сцене после титров дрон прилетает в дворец Кандака с голограммой Аманды Уоллер, предупреждающей непокорного Чёрного Адама никогда не покидать пределы Кандака, но Адам отказывается и уничтожает дрон, вскоре прилетает Супермен и предлагает Адаму поговорить.

## Актёрский состав
- Дуэйн Джонсон — Тет-Адам / Чёрный Адам: Отец первоначального защитника Кандака, Хурута. Антигерой из Кандака, который провёл в тюрьме 5000 лет.
- Джалон Кристиан — Хурут: Сын Адама, а также первоначальный Защитник Кандака, передавший силу своему отцу.
  - Ули Латукефу — Защитник: Альтер-эго Хурута в супергеройском обличии.
- Сара Шахи — Адрианна Томаз: Профессор университета и боец Сопротивления в Кандаке[4].
- Бодхи Сабонгуй — Амон Томаз, сын Адрианны.
- Мохаммед Амер — Карим, брат Адрианны.
- Джеймс Кусати-Мойер — Самир, друг и коллега Адрианны и Карима.
- Марван Кензари — Измаил Грегор / Саббак:
Лидер террористической преступной организации «Интербанда», которого Адам в союзе с Обществом справедливости должен свергнуть после того, как он стал Саббаком. Морван также исполнил роль короля Ак-Тона.
- Элдис Ходж — Картер Холл / Человек-ястреб:
Археолог, реинкарнация египетского принца, обладающий способностью летать на своих металлических крыльях. Лидер Общества Справедливости Америки[5][6].
- Ной Сентинео — Альберт Ротштейн / Атом Крушитель:
Член ОСА, который может контролировать свою молекулярную структуру и управлять размером и силой[7][8].
- Куинтесса Суинделл — Максин Ханкель / Циклон:
Член ОСА, которая может управлять ветром и генерировать звук[9].
- Пирс Броснан — Кент Нельсон / Доктор Фейт:
Член ОСА, сын археолога, который изучал колдовство и получил магический Шлем Судьбы[10].

Некоторые актёры повторили свои роли из других фильмов Расширенной вселенной DC (DCEU), в том числе Джимон Хонсу в роли волшебника Шазама, Виола Дэвис в роли Аманды Уоллер, Дженнифер Холланд в роли Эмилии Харкорт, а также Генри Кавилл, который повторил роль Кларка Кента / Супермена в сцене после титров и при этом не был указан в титрах. Генри Уинклер появляется в камео через FaceTime в роли Эла Пратта, дяди Крушителя Атомов и прошлого носителя титула Атома, одолжившего свой костюм Альберту.

## Производство

### Съёмки
Основные съёмки стартовали 9 апреля 2021 года на студии Trilith Studios в Атланте, штат Джорджия, с Лоуренсом Шером в качестве оператора. Съёмки были отложены с первоначального старта в июле 2020 года из-за пандемии COVID-19.

### Постпродакшн
Билл Вестенхофер выступил в роли супервайзера визуальных эффектов в фильме после того, как он сделал это для фильма Расширенной вселенной DC «Чудо-женщина».

### Музыка
В июле 2022 года официально было объявлено, что композитором фильма стал Лорн Балф.

## Маркетинг
Джонсон продвигал фильм на виртуальном мероприятии DC FanDome в августе 2020 года, демонстрируя концепт-арт и показывая анимационный тизер к фильму, а также объявляя, какие члены Общества Справедливости Америки появятся. Новая дата выхода фильма в июле 2022 года была объявлена 28 марта 2021 года, а другой тизер, показанный Джонсоном, транслировался перед региональным полуфиналом NCAA по баскетболу, а также был объявлен во время «захвата» Таймс-сквер в Нью-Йорке. Карли Лейн из Collider охарактеризовала событие на Таймс-сквер как захватывающее, в то время как Марк Серрелс из CNET сказал, что «установка его над гигантским динамиком на Таймс-сквер» была «очень крутым способом объявить дату выхода фильма».
8 июня 2022 г. был показан первый трейлер. На Comic Con в Сан-Диего был показан новый трейлер

## Релиз
Первоначально кинокомпания Warner Bros. Pictures
планировала супергеройский блокбастер «Чёрный Адам» в прокат в кинотеатрах 22 декабря 2021 года, но позже релиз был перенесён на 29 июля 2022 года из-за пандемии коронавирусной инфекции COVID-19, в апреле 2022 года после того как фильм отправили на пересъёмки, релиз фильма был снова отложен на более поздний срок — 21 октября 2022 года.

## Критика и отзывы
На сайте Rotten Tomatoes фильм получил 39 баллов из 100 на основе 281 рецензий, по словам критиков «„Чёрный Адам“ может в конечном итоге указать путь к захватывающему будущему фильмов DC, но как самостоятельный опыт это крайне неравномерное разочарование». Однако на аудитории сайта фильм получил 89 баллов, что говорит о весьма благоприятных отзывов от зрителей, по их словам «„Чёрный Адам“ — один из лучших фильмов DC на сегодняшний день с большим количеством действий, солидными эффектами и историей, за которой вам не нужно быть фанатом комиксов». Также на сайте Metacritic фильм получил 41 балл на основе 52 обзоров критиков, в целом положительные отзывы на основе 643 оценок что даёт фильму 7.3 балла из 10.

## Продолжение
В апреле 2017 года Джонсон сказал, что он и DC намереваются, чтобы Чёрный Адам и Шазам вместе снялись в одном из будущих фильмов.